# Paracymus seclusus
Paracymus seclusus är en skalbaggsart som beskrevs av Wooldridge 1978. Paracymus seclusus ingår i släktet Paracymus och familjen palpbaggar. Inga underarter finns listade i Catalogue of Life.